# Pelea
Pelea é um gênero de mamíferos bovídeos, da subfamília Antilopinae, da tribo Reduncini. Inclui somente o riboque (Pelea capreolus).